# 曼彻斯特犹太博物馆
曼彻斯特犹太博物馆（英語：Manchester Jewish Museum）设于原西班牙和葡萄牙犹太会堂，位于英国曼彻斯特的奇塔姆山路，为II*级登录建筑。這建築物在1874至1984年間為一座猶太教堂，1984年改建成一座猶太博物館。

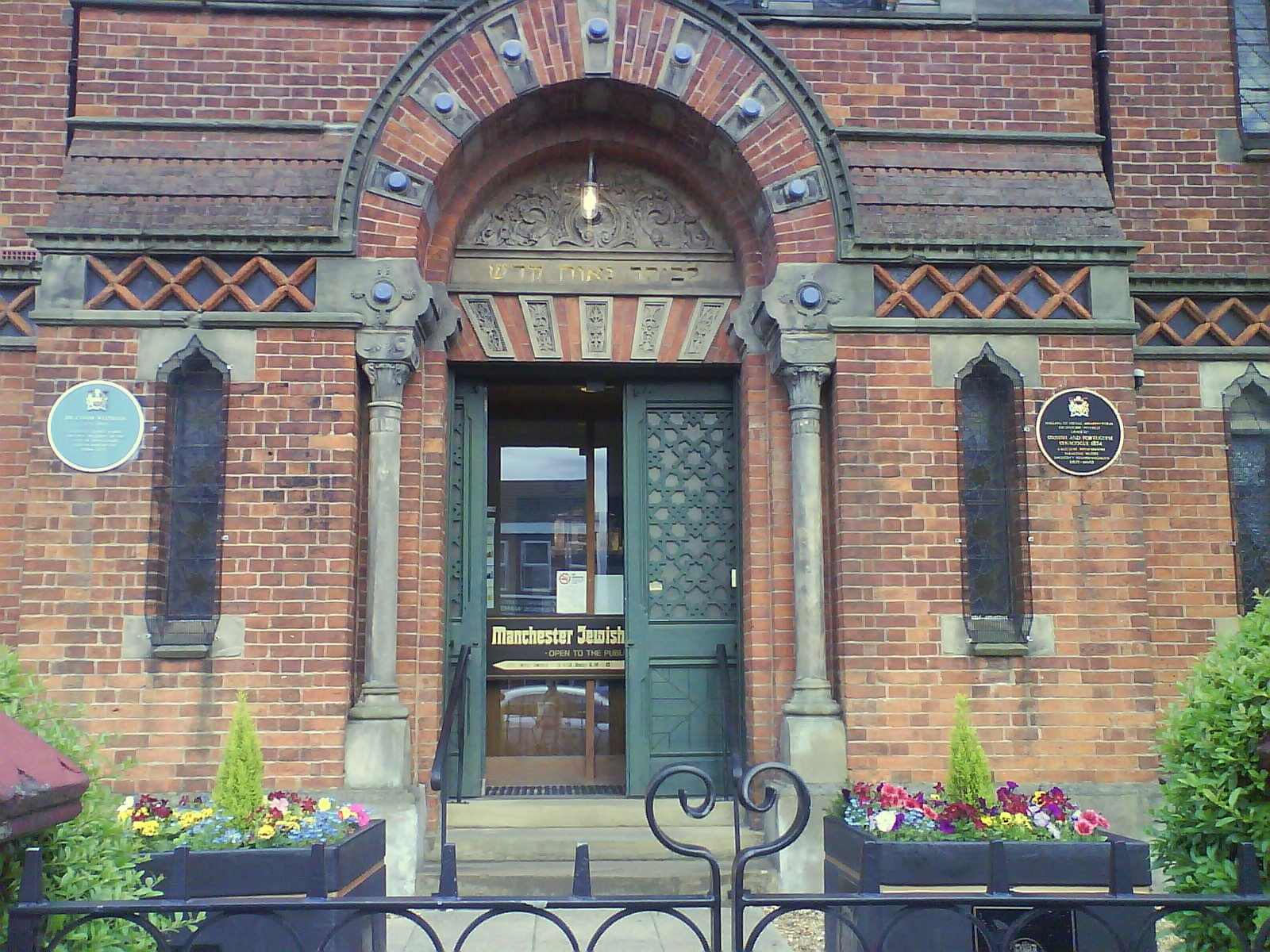
入口

## 歷史
這座供西班牙和葡萄牙猶太人的猶太教堂在1874年建成，但後來因為猶太人搬離奇塔姆，北移至普雷斯特维奇和怀特菲尔德而逐漸廢棄。在1984年3月，教堂改建成一座博物館重新開放，展示200年间曼彻斯特犹太区的历史。
博物館斥資600萬翻新和擴充，在2021年7月2日重新對外開放。翻新後的博物館設有新展覽區，素咖啡廳，商店，學習角落和廚房，並修復了以前的西班牙和葡萄牙猶太教堂。翻新後的博物館獲得了兩項英國建築工業獎（文化和休憩工程，年度最佳小工程），與建築公司公民設計局（Citizens Design Bureau）和結構工程師标赫一起贏得該殊榮。
博物馆收藏多達31,000件展品，記錄了猶太人移民和在曼彻斯特定居的故事，當中包括超過530件口述資料，超過2萬張圖片，138項訪談錄音，採訪納粹大屠殺生還者及難民，以及其它物品、文件和紀念品。

## 摩爾復興式建築
這猶太教堂在1874年建成，採用摩爾復興式建築，由著名曼彻斯特建筑师爱德华·萨洛蒙斯（Edward Salomons）设计。雖然教堂稱不上世上最大或最重要的摩爾復興式猶太教堂，但都被視為一顆「寶石 」 。建築風格是向摩爾西班牙式建築致敬，使它看起來特別適合成為塞法迪犹太人聚會地。建築正面共兩層馬蹄形窗戶是這種風格的象徵，入口上方的凹門和五扇窗戶的拱廊特別具有裝飾性。
在建築內部，馬蹄形拱門構成了房屋框架，彩色柱子支撐著上層樓座，前門上有特別精美的圖騰窗花格子結構。

## 外部連結
- 官方网站